# Сергий (Васильков)

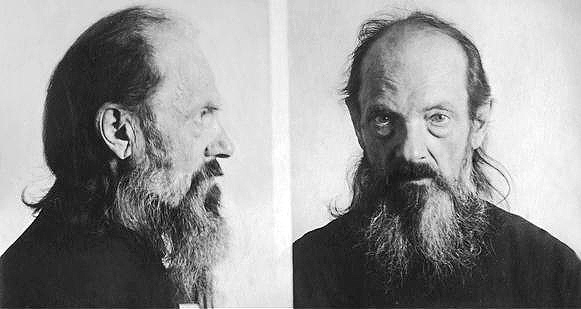
Епископ Сергий (Васильков). Фото из уголовного дела, 1933 год.

Архиепископ Сергий (в миру Николай Нилович Васильков; 22 ноября [4 декабря] 1861, Подоклинье, Псковская губерния — 29 июля 1937, Новосибирск) — епископ Русской Православной Церкви; с 8 мая 1935 года и до расстрела — архиепископ Новосибирский. Кандидат богословия.

## Биография
Николай Васильков родился 22 ноября (4 декабря) 1861 года в семье протоиерея Богоявленской церкви в с. Подоклинье Глазковской волости Порховского уезда Псковской губернии, ныне село входит в состав сельского поселения «Дубровенская волость» Порховского района Псковской области. Был старшим ребёнком в семье: братья Василий (1864—1938), Павел (1871) и Сергей (1876—1937), также впоследствии стали священнослужителями и были репрессированы.
В 1886 году со степенью кандидата богословия окончил Санкт-Петербургскую духовную академию. По окончании два года был учителем церковно-приходской школы Михайлова Погоста Псковской епархии. педагог.
6 (18) ноября 1888 года рукоположён в сан иерея, назначен помощником смотрителя Рижского духовного училища.
С 1891 года стал преподавателем в Уфимском духовном училище, с 3 (16) октября 1906 года назначен его смотрителем. Позднее занимал должности смотрителя в Пинском (с 25 января (7 февраля) 1908 года) и Арзамасском (с 24 января (6 февраля) 1913 года) духовных училищах.
С 20 ноября (3 декабря) 1918 года по 24 мая (6 июня) 1926 года был приходским священником в двух сёлах Арзамасского уезда. В июне 1922 года овдовел. В 1924 году награждён митрой. После смерти жены священник Николай принял монашеский постриг под именем Сергия.
24 мая (6 июня) 1926 года пострижен в монашество, 25 мая (7 июня) 1926 года хиротонисан в Нижнем Новгороде во епископа Челябинского и Миасского.
6 (19) июня 1927 года был арестован, осуждён постановлением Особого совещания ОГПУ к трёхлетней ссылке в город Ирбит. С 6 июня 1930 года после отбытия ссылки был отправлен на поселение в Шадринск, епископской кафедры не имел.
27 января 1933 года был вновь арестован по делу о контрреволюционной монархической организации в Челябинском районе Уральской области «Союз спасения России». 11 августа 1933 года следствие прекращено за недоказанностью.
10 октября 1933 года назначен на Томскую кафедру.
9 июля 1934 года по предложению митрополита Сергия (Страгородского) за многолетнее церковное служение возведён в сан архиепископа.
8 мая 1935 года назначен архиепископом Новосибирским.
17 марта 1936 года награждён крестом на клобук.
Последнее богослужение совершил 2 мая 1937 года на Пасху. 3 мая участвовал в погребении своего предшественника на новосибирской кафедре митрополита Никифора (Асташевского). В ночь с 4 на 5 мая архиепископ Сергий вместе с рядом духовенства и мирян был арестован. Ему было предъявлено обвинение в руководстве церковно-монархическим контрреволюционным центром, организации диверсий и повстанческих групп, контрреволюционной агитации. 25 июня или 25 июля 1937 года приговорён к расстрелу Тройкой УНКВД по Запсибкраю по статьям 58-2, 58-6, 58-11 УК РСФСР.
Архиепископ Сергий расстрелян 29 июля 1937 года в городе Новосибирске Западно-Сибирского края, ныне — административный центр Новосибирской области. Вместе с ним были казнены архимандрит Сергий (Скрипальщиков) — настоятель Никольского храма с. Новолуговое Новосибирского района, Щукин Тихон Акимович — счетовод Вознесенской церкви Новосибирска и другие.
7 февраля 1958 года реабилитирован Военным трибуналом Сибирского военного округа.

## Награды
- Митра, 1924 год
- Крест на клобук, 17 марта 1936 года

## Семья
Жена Людмила (в дев. Доманская), дочь Софья, сыновья.